# Green Book

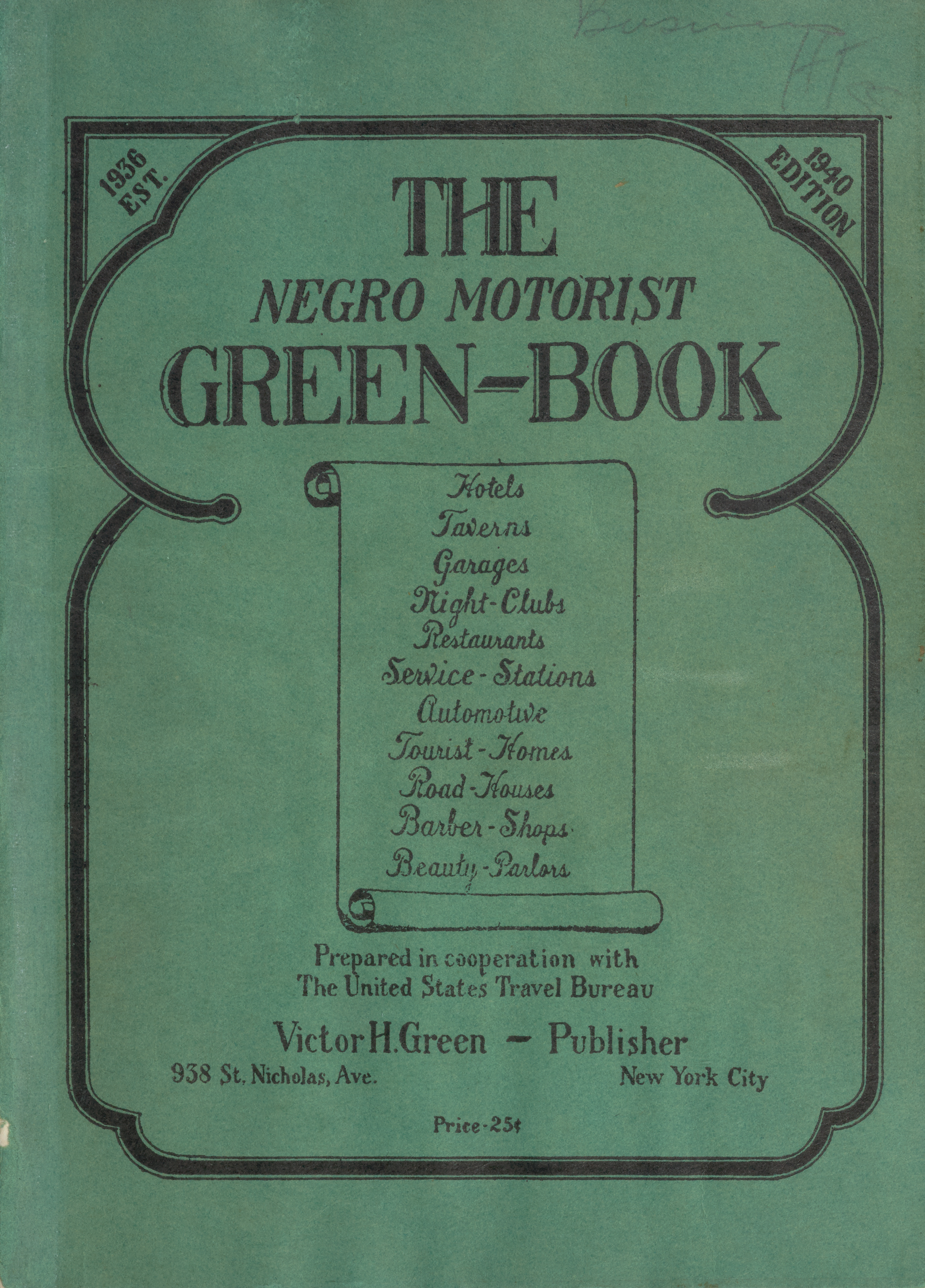
The Negro Motorist Green Book, met adressen van hotels en horeca waar kleurlingen mochten verblijven.

Green Book is een Amerikaanse biografische roadmovie uit 2018 onder regie van Peter Farrelly. De film is gebaseerd op de vriendschap tussen pianist Don Shirley (Donald Walbridge Shirley (29 januari 1927 – 6 april 2013)) en diens chauffeur en lijfwacht Tony Lip (de historische uitsmijter en latere filmacteur Frank Anthony Vallelonga Sr. (30 juli  1930 – 4 januari 2013)). De hoofdrollen worden vertolkt door Mahershala Ali en Viggo Mortensen.

## Verhaal
In 1962 wordt de Italo-Amerikaanse portier Tony Lip  in dienst genomen als de chauffeur en lijfwacht van de beroemde Afrikaans-Amerikaanse pianist Don Shirley. Samen reizen ze op concerttournee door de Zuidelijke Verenigde Staten, waar ze meermaals geconfronteerd worden met racisme en hun tegengestelde persoonlijkheden.
De titel van de film verwijst naar The Negro Motorist Green-Book, een reisgids door Victor Hugo Green uit de periode van de racistische Jim Crow-wetten. De gids informeerde Afrikaans-Amerikaanse reizigers over hotels, horeca en garages waar ze welkom waren en steden waar ze na zonsondergang niet mochten verblijven. In het bluesrestaurant "Orange Bird" speelt Don Shirley in de film de virtuoze Etude op. 25, nr. 11 ("Winterwind") van Frédéric Chopin. Voor de film werden historische geluidsopnamen van Don Shirley gebruikt.

## Rolverdeling
| Acteur               | Personage             |
| -------------------- | --------------------- |
| Viggo Mortensen      | "Tony Lip" Vallelonga |
| Mahershala Ali       | Don "Doc" Shirley     |
| Linda Cardellini     | Dolores Vallelonga    |
| Dimeter Marinov      | Oleg                  |
| Mike Hatton          | George                |
| Iqbal Theba          | Amit                  |
| Sebastian Maniscalco | Johnny Venere         |
| Von Lewis            | Bobby Rydell          |
| P.J. Byrne           | Platenproducent       |
| Don Stark            | Jules Podell          |
| Dennis W. Hall       | Wise Guy Mags         |

## Prijzen en nominaties
| Jaar | Prijs                    | Categorie                      | Genomineerde(n)                                     | Uitslag     |
| ---- | ------------------------ | ------------------------------ | --------------------------------------------------- | ----------- |
| 2018 | National Board of Review | Beste film                     | Beste film                                          | Gewonnen    |
| 2018 | National Board of Review | Beste acteur                   | Viggo Mortensen                                     | Gewonnen    |
| 2019 | Golden Globes            | Beste film (musical/komedie)   | Beste film (musical/komedie)                        | Gewonnen    |
| 2019 | Golden Globes            | Beste regie                    | Peter Farrelly                                      | Genomineerd |
| 2019 | Golden Globes            | Beste scenario                 | Peter Farrelly, Brian Hayes Currie, Nick Vallelonga | Gewonnen    |
| 2019 | Golden Globes            | Beste acteur (musical/komedie) | Viggo Mortensen                                     | Genomineerd |
| 2019 | Golden Globes            | Beste acteur in een bijrol     | Mahershala Ali                                      | Gewonnen    |
| 2019 | Critics' Choice Awards   | Beste film                     | Beste film                                          | Genomineerd |
| 2019 | Critics' Choice Awards   | Beste acteur                   | Viggo Mortensen                                     | Genomineerd |
| 2019 | Critics' Choice Awards   | Beste acteur in een komedie    | Viggo Mortensen                                     | Genomineerd |
| 2019 | Critics' Choice Awards   | Beste acteur in een bijrol     | Mahershala Ali                                      | Gewonnen    |
| 2019 | Critics' Choice Awards   | Beste regie                    | Peter Farrelly                                      | Genomineerd |
| 2019 | Critics' Choice Awards   | Beste originele scenario       | Peter Farrelly, Brian Hayes Currie, Nick Vallelonga | Genomineerd |
| 2019 | Critics' Choice Awards   | Beste filmmuziek               | Kris Bowers                                         | Genomineerd |
| 2019 | BAFTA Awards             | Beste film                     | Beste film                                          | Genomineerd |
| 2019 | BAFTA Awards             | Beste acteur                   | Viggo Mortensen                                     | Genomineerd |
| 2019 | BAFTA Awards             | Beste acteur in een bijrol     | Mahershala Ali                                      | Gewonnen    |
| 2019 | BAFTA Awards             | Beste originele scenario       | Brian Hayes Currie, Peter Farrelly, Nick Vallelonga | Genomineerd |
| 2019 | Academy Awards           | Beste film                     | Beste film                                          | Gewonnen    |
| 2019 | Academy Awards           | Beste acteur                   | Viggo Mortensen                                     | Genomineerd |
| 2019 | Academy Awards           | Beste acteur in een bijrol     | Mahershala Ali                                      | Gewonnen    |
| 2019 | Academy Awards           | Beste originele scenario       | Brian Hayes Currie, Peter Farrelly, Nick Vallelonga | Gewonnen    |
| 2019 | Academy Awards           | Beste montage                  | Patrick J. Don Vito                                 | Genomineerd |

## Productie
Het scenario werd geschreven door Brian Hayes Currie, Peter Farrelly en Nick Vallelonga, de zoon van het hoofdpersonage Anthony "Tony Lip" Vallelonga. In mei 2017 werd er voor de hoofdrol onderhandeld met Viggo Mortensen. Op 30 november 2017 werd bevestigd dat Mortensen net als Mahershala Ali, Linda Cardellini en Iqbal Theba deel zou uitmaken van de cast. Diezelfde week gingen de opnames van start in New Orleans (Louisiana).
Op 11 september 2018 ging de film in première op het internationaal filmfestival van Toronto.

### Crew
De Uitvoerend producenten van de film zijn Jeff Skoll, Jonathan King, Octavia Spencer, Kwame Parker, John Sloss en Steven Farneth.  Kris Bowers was muziek directeur en speelde daadwerkelijk piano in plaats van Mahershala Ali in de scènes waarin Ali optreedt. Door middel van slimme bewerking hebben de editors verborgen dat het eigenlijk Bowers' vingers zijn die de toetsen bespelen. Bowers was Ali's pianodubbel, maar ook de componist van de filmmuziek.